# Tanečnica (Wielka Fatra)
Tanečnica  (1462 m) – szczyt w Wielkiej Fatrze na Słowacji.

## Położenie
Wznosi się w tzw. liptowskiej odnodze głównego grzbietu Wielkiej Fatry. Na południowym zachodzie Północna Przełęcz Rakytovska (słow. Severné Rakytovské sedlo, ok. 1405 m) oddziela go od szczytu Rakytov (1567 m), w kierunku północnym wyrównany grzbiet biegnie do szczytu Skalná Alpa (1463 m). W kierunku północno-zachodnim krótki grzbiet  Tanečnicy opada w widły potoku Rakytov, w kierunku południowo-wschodnim, do Doliny Rewuckiej (Revúcka dolina) opada grzbiet oddzielający doliny Skalné i Teplá dolina. 
Północne i wschodnie stoki znajdują się w granicach rezerwatu Skalná Alpa. Są porośnięte lasem. Górna część południowych stoków jest trawiasta

## Szlaki turystyczne
Szczyt Tanečnicy turystycznie jest niedostępny. Zielony szlak, nazywany "Liptowską magistralą" trawersuje jego północno-zachodnie zbocza. Z przełęczy Severné Rakytovské sedlo trawiastym grzbietem prowadzi jednak wydeptana przez turystów ścieżka na szczyt Tanečnicy. Widok z niego jest podobny, jak z Rakytova, ale od południowego zachodu zasłonięty przez jego masyw. Widoki ze szczytu Tanečnicy nieco przesłaniają także drzewa.
  Rużomberk – Krkavá skala – Pod Sidorovom – Sedlo pod Vtáčnikom – Vtáčnik – Vyšné Šiprúnske sedlo – Nižné Šiprúnske sedlo – Malá Smrekovica – Močidlo, hotel Smrekovica – Skalná Alpa – Tanečnica – Severné Rakytovské sedlo – Rakytov – Južné Rakytovské sedlo – Minčol – Sedlo pod Čiernym kameňom – Sedlo Ploskej – Chata pod Borišovom.